# Yūsha-kei ni Shosu: Chōbatsu Yūsha 9004-tai Keimu Kiroku
Yūsha-kei ni Shosu: Chōbatsu Yūsha 9004-tai Keimu Kiroku (勇者刑に処す 懲罰勇者9004隊刑務記録?) es una serie de novelas ligeras japonesas escritas por Rocket Shokai e ilustradas por Mephisto. La serie comenzó a serializarse como una novela web publicada en Kakuyomu en octubre de 2020. Más tarde, comenzó a publicarse como una novela ligera bajo el sello de novela ligera Dengeki no Shin Bungei de ASCII Media Works en septiembre de 2021. 
Una adaptación a manga comenzó a serializarse en Dengeki Comic Regulus de ASCII Media Works a través de la revista web en marzo de 2022. Una adaptación de la serie al anime producida por Studio Kai se estrenará en enero de 2026.

## Personajes
Xylo Forbartz (ザイロ・フォルバーツ Zairo Forubātsu?)
Seiyū: Yūichi Nakamura (PV), Yōhei Azakami (anime)
Teoritta (テオリッタ Teoritta?)
Seiyū: Tomori Kusunoki (PV), Mayu Iizuka (anime)
Patausche Kivia (パトーシェ・キヴィア Patōshe Kibia?)
 Seiyū: Shizuka Ishigami
Dotta Luzulas (ドッタ・ルズラス Dotta Ruzurasu?)
 Seiyū: Shun Horie
Venetim Leopool (ベネティム・レオプール Benetimu Reopūru?)
 Seiyū: Shun'ichi Toki
Norgalle Senridge (ノルガユ・センリッジ Norugayu Senrijji?)
 Seiyū: Yōji Ueda
Tatsuya (タツヤ?)
 Seiyū: Yoshitsugu Matsuoka
Tsav (ツァーヴ Tsuāvu?)
 Seiyū: Jun Fukushima

## Contenido de la obra

### Novelas ligeras
La novela ligera fue escrito por Rocket Shokai, Yūsha-kei ni Shosu: Chōbatsu Yūsha 9004-tai Keimu Kiroku comenzó a serializarse como una novela web publicada en el sitio web Kakuyomu. Más tarde fue adquirida por ASCII Media Works, quien comenzó a publicarla como una novela ligera con ilustraciones de Mephisto bajo su sello de novela ligera Dengeki no Shin Bungei. Se han publicado seis volúmenes hasta el 17 de abril de 2024. Las novelas ligeras tienen licencia en inglés de Yen Press.
| Volúmenes de novelas ligeras publicadas | Volúmenes de novelas ligeras publicadas | Volúmenes de novelas ligeras publicadas |
| Número                                  | Fecha de lanzamiento                    | ISBN                                    |
| --------------------------------------- | --------------------------------------- | --------------------------------------- |
| 1                                       | 17 de septiembre de 2021                | ISBN 978-4-04-913903-7                  |
| 2                                       | 17 de enero de 2022                     | ISBN 978-4-04-914103-0                  |
| 3                                       | 17 de agosto de 2022                    | ISBN 978-4-04-914443-7                  |
| 4                                       | 16 de diciembre de 2022                 | ISBN 978-4-04-914672-1                  |
| 5                                       | 17 de agosto de 2023                    | ISBN 978-4-04-915168-8                  |
| 6                                       | 17 de abril de 2024                     | ISBN 978-4-04-915606-5                  |
| 7                                       | 17 de enero de 2025                     | ISBN 978-4-04-916024-6                  |

### Manga
Una adaptación a manga comenzó a serializarse en la revista web Dengeki Comic Regulus de ASCII Media Works el 25 de marzo de 2022. Ha sido recopilado en dos volúmenes al 26 de abril de 2024. La adaptación al manga se publica digitalmente en inglés en el sitio web BookWalker de Kadokawa.
| Volúmenes de manga publicados | Volúmenes de manga publicados | Volúmenes de manga publicados |
| Número                        | Fecha de lanzamiento          | ISBN                          |
| ----------------------------- | ----------------------------- | ----------------------------- |
| 1                             | 9 de diciembre de 2022        | ISBN 978-4-04-914726-1        |
| 2                             | 9 de diciembre de 2022        | ISBN 978-4-04-915691-1        |

### Anime
Se anunció una adaptación de anime en el evento del 30 aniversario de Dengeki Bunko el 16 de julio de 2023. Más tarde se confirmó que era una serie de televisión producida por Studio Kai y dirigida por Hiroyuki Takashima, con Yoshitake Nakakōji como asistente de dirección, Kenta Ihara manejando la composición de la serie, Takeshi Noda diseñando los personajes y Shunsuke Takizawa componiendo la música. Inicialmente estaba previsto su estreno para octubre de 2025, pero posteriormente se retrasó para mejorar la calidad de la serie. Se estrenará en enero de 2026. Crunchyroll obtuvo la licencia de la serie en América del Norte, América Central, América del Sur, Europa, África, Oceanía, Oriente Medio, CEI y subcontinente indio.

## Recepción
En la edición 2023 de la guía de Kono Light Novel ga Sugoi!, la serie ocupó el tercer lugar en la categoría tankōbon.